# Рада робітничих і солдатських депутатів
Ра́да робітни́чих та солда́тських депута́тів (рос. Совет рабочих и солдатских депутатов) — виборні на певний строк колегіальні представницькі органи в період становлення радянської влади в Росії на початку XX століття.
Ради робітничих і солдатських депутатів обиралися всередині колективів робітників промислових підприємств і військових гарнізонів. До їхнього складу, крім більшовиків, входили також меншовики, есери та бундівці. Перші такі ради почали виникати влітку 1917 року при об'єднанні рад робітничих депутатів і рад солдатських депутатів. У грудні ради почали укрупнювати і їх об'єднали разом із радами селянських депутатів у ради робітничих, солдатських і селянських депутатів.